# Coccyzus
Coccyzus – rodzaj ptaków z podrodziny kukułek (Cuculinae) w rodzinie kukułkowatych (Cuculidae).

## Zasięg występowania
Rodzaj obejmuje gatunki występujące w Ameryce.

## Morfologia
Długość ciała 25–55 cm; masa ciała 42–225 g.

## Systematyka

### Etymologia
- Coccyzus: gr. κοκκυζω kokkuzō „kukać”, od κοκκυ kokku „ku ku” (głos kukułki)[11].
- Saurothera: gr. σαυρος sauros „jaszczurka”; -θηρας -thēras „łowca”, od θηραω thēraō „łowić, polować”, od θηρ thēr, θηρος thēros „bestia, zwierzę”[12]. Gatunek typowy: Cuculus vetula Linnaeus, 1758.
- Vetula: epitet gatunkowy Cuculus vetula Linnaeus, 1758; łac. vetula „staruszka”, od vetulus „staruszek”, zdrobnienie od vetus, veteris „stary, antyczny”[13]. Gatunek typowy: Cuculus vetula Linnaeus, 1758.
- Cureus: gr. κουρευς koureus „nieznany ptak z przerywanym śpiewem”, od κειρω keirō „obciąć, przyciąć”[14]. Gatunek typowy: Cuculus erythropthalma A. Wilson, 1811.
- Erythrophrys: gr. ερυθρος eruthros „czerwony”; οφρυς ophrus, οφρυος ophruos „brew”[15]. Gatunek typowy: Cuculus carolinensis A. Wilson, 1811 (= Cuculus americanus Linnaeus, 1758).
- Ptiloleptis: gr. πτιλον ptilon „pióro”; λεπτος leptos „mały, niewielki, delikatny”[16]. Gatunek typowy: Cuculus pluvialis J.F. Gmelin, 1788.
- Hyetomantis: gr. ὑετομαντις huetomantis, ὑετομαντεως huetomanteōs „przepowiadający deszcz”, od ὑετος huetos „deszcz”; μαντις mantis, μαντεως manteōs „prorok”[17]. Cuculus pluvialis J.F. Gmelin, 1788.
- Hyetornis: gr. ὑετος huetos „deszcz”; ορνις ornis, ορνιθος ornithos „ptak”[18]. Gatunek typowy: Cuculus pluvialis J.F. Gmelin, 1788.
- Nesococcyx: gr. νησος nēsos „wyspa” (tj. Wyspa Kokosowa); κοκκυξ kokkux, κοκκυγος kokkugos „kukułka”[19]. Gatunek typowy: Coccyzus ferrugineus Gould, 1843.

### Podział systematyczny
Do rodzaju należą następujące gatunki:
- Coccyzus erythropthalmus (A. Wilson, 1811) – kukawik czarnodzioby
- Coccyzus americanus (Linnaeus, 1758) – kukawik żółtodzioby
- Coccyzus euleri Cabanis, 1873 – kukawik białobrzuchy
- Coccyzus minor (J.F. Gmelin, 1788) – kukawik namorzynowy
- Coccyzus ferrugineus Gould, 1843 – kukawik rdzawoskrzydły
- Coccyzus melacoryphus Vieillot, 1817 – kukawik brunatny
- Coccyzus lansbergi Bonaparte, 1850 – kukawik rdzawy
- Coccyzus pluvialis (J.F. Gmelin, 1788) – kukawik siwogardły
- Coccyzus rufigularis Hartlaub, 1852 – kukawik rdzawogardły
- Coccyzus merlini (d’Orbigny, 1839) – jaszczurkojad duży
- Coccyzus vetula (Linnaeus, 1758) – jaszczurkojad ciemnogłowy
- Coccyzus longirostris (Hermann, 1783) – jaszczurkojad szary
- Coccyzus vieilloti (Bonaparte, 1850) – jaszczurkojad brązowy